# 바람과 라이온
《바람과 라이온》(The Wind And The Lion)은 파나비전, 메트로컬러의, 미국에서 제작된 존 밀리어스 감독의 1975년 MGM 모험 영화이다. 숀 코네리 등이 주연으로 출연하였고 허브 자프 등이 제작에 참여하였다. 이 영화는 미국에서는 유나이티드 아티스츠에 의해 배급되었으며 해외네는 컬럼비아 픽처스를 통해 배급되었다.

## 출연

### 주연
- 숀 코네리
- 캔디스 버겐

### 조연
- 브라이언 키이스
- 존 휴스턴
- 제프리 루이스
- 스티브 캐널리
- 블라덱 쉐이벌
- 나딤 사왈하

## 기타
- 미술: 길 패론도
- 의상: 리처드 라 모트

## 우리말 녹음
KBS 성우진 (1983년 1월 3일)
- 유강진 - 라이슐리 (숀 코네리)
- 이선영 - 피데카리스 부인 (캔디스 버겐)
- 김병관 - 루즈벨트 (브라이언 키스)
- 박영남 - 윌리엄 (사이먼 해리슨)
- 임종국 - 존 헤이 (존 휴스턴)